# Balsignano

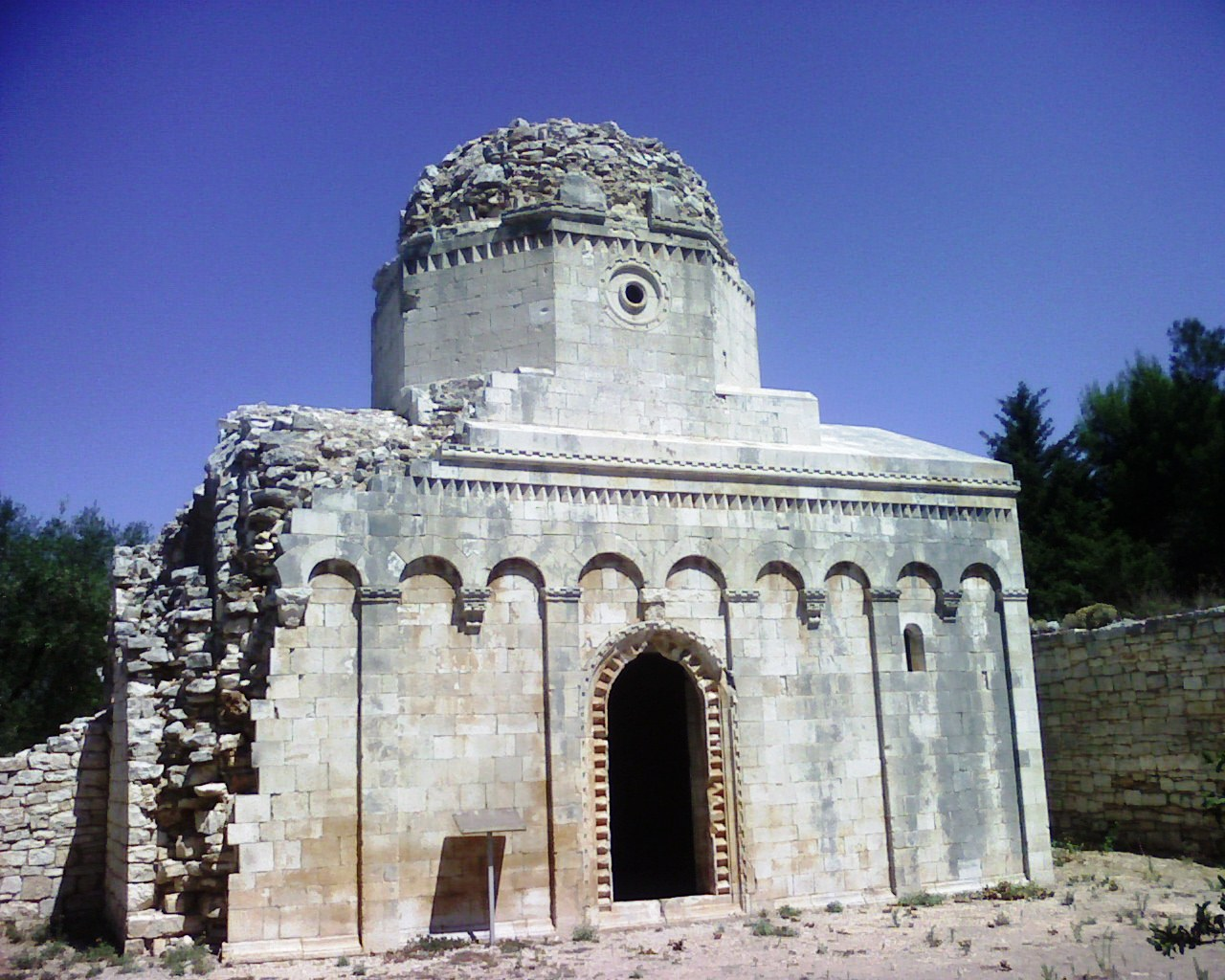
Chiesa di San Felice, il monumento più rappresentativo del complesso di Balsignano

Balsignano era un antico borgo della Puglia che oggi si trova nel territorio comunale di Modugno, a sud-est del centro abitato, in direzione di Bitritto. Si conservano i resti di un casale fortificato e delle chiese di Santa Maria di Costantinopoli e di San Felice.
Nei pressi del casale sono stati rinvenuti i resti di un insediamento neolitico.

## Casale fortificato

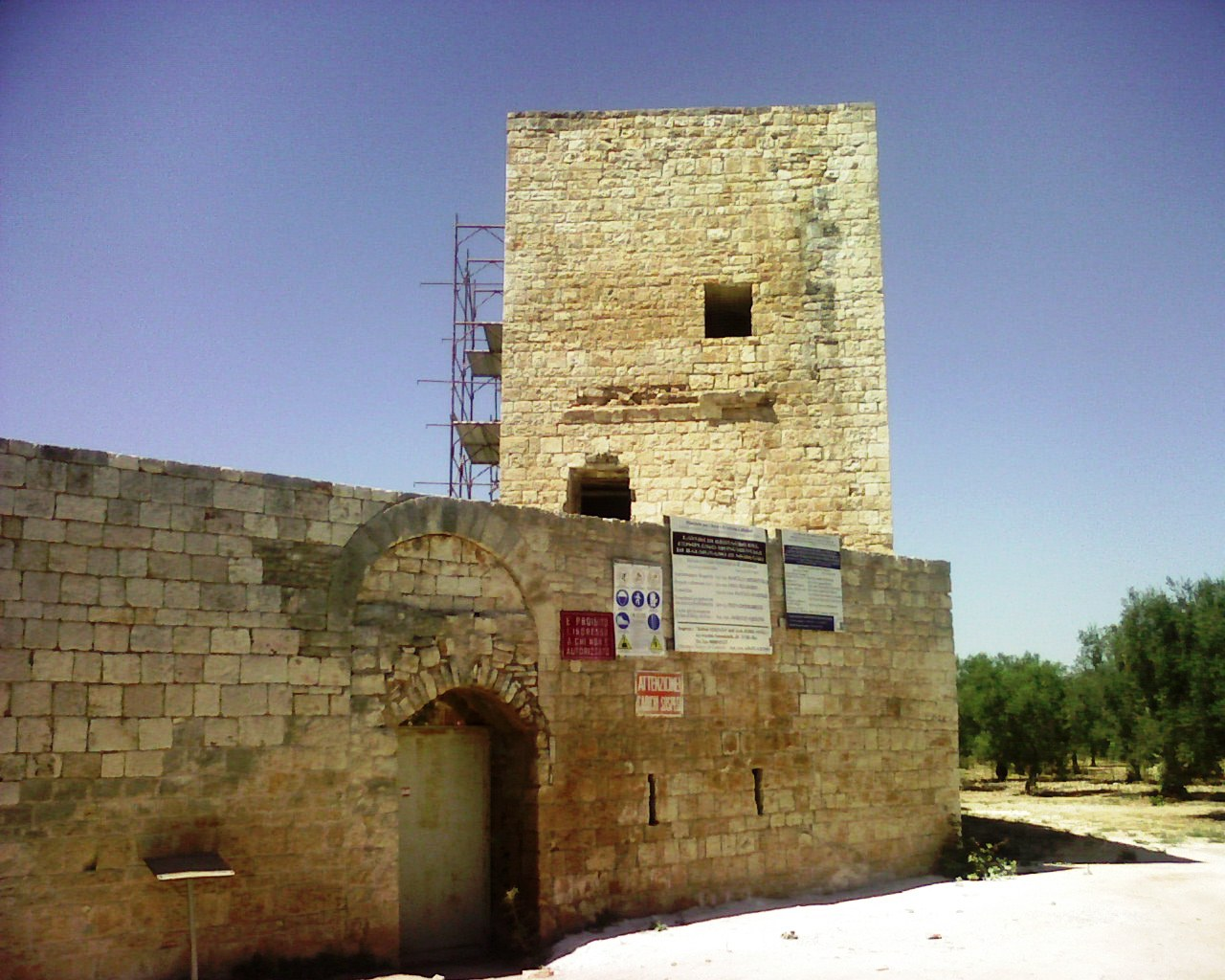
Il casale fortificato di Balsignano

Posto a circa 3 km a sud di Modugno, il casale abbandonato di Balsignano è quel che resta di un antico centro fortificato, menzionato per la prima volta in un documento del X secolo.
Il casale di Balsignano è un tipico esempio di insediamento rurale che si svilupparono in Puglia centrale in epoca altomedioevale, spesso in continuità con preesistenti vici o pagi di età imperiale e tardoantica.
Della struttura fortificata sono ancora visibili la recinzione realizzata a secco, una costruzione a due livelli con due torri a base rettangolare, la corte con la chiesa di Santa Maria di Costantinopoli e, all'esterno, la chiesa di San Felice in Balsignano, pregevole esempio di chiesa ad aula unica con cupola centrale in asse di tradizione bizantina (X secolo). Nell'ambito di un progetto di restauro del complesso, campagne di scavo condotte all'inizio degli anni novanta del secolo scorso hanno messo in luce nella stessa area della chiesa di San Felice un piccolo edificio di culto di età altomedievale a cui è connesso un sepolcreto, oltre a indagare le preesistenze archeologiche all'interno del recinto del casale e della chiesa di Santa Maria di Costantinopoli. Un'altra campagna di scavo nel sito è stata condotta nel 2011 in corrispondenza della cinta muraria esterna dell'insediamento, permettendo di mettere in luce le fondazioni di due torri del muro perimetrale di età basso medievale che completano il circuito con le cinque torri già visibili.
Nell'841, Bari e i territori limitrofi vennero conquistati dai Saraceni, in espansione verso Roma, che crearono l'emirato di Bari da cui potevano partire per le loro incursioni. I Saraceni erano contrastati dai Franchi e dai Longobardi che, nell'871, riuscirono a riconquistare Bari. Nell'876 l'imperatore bizantino rientrò in possesso della Puglia e della Calabria.
I Saraceni tornarono all'assalto nel 992, quando saccheggiarono diverse località del barese tra cui Balsignano, e nel 1002 quando assediarono Bari per sei mesi: solo l'intervento del Doge di Venezia, Pietro II Orseolo, consentì ai baresi di resistere.
Distrutto una prima volta dai Saraceni nel 988, fu ricostruito e donato all’abbazia benedettina di Aversa.
Nel 1349 fu teatro di uno scontro fra esercito filoangioino e quello filoungherese, nel quadro degli scontri per la successione al regno di Napoli.
Nel 1526 fu ancora una volta distrutto durante la guerra tra francesi e spagnoli e definitivamente abbandonato. Nel sito sono ancora conservati i resti del casale e delle chiese di Santa Maria di Costantinopoli e di San Felice.
Della struttura fortificata sono ancora visibili la recinzione realizzata a secco, una costruzione a due livelli con due torri a base rettangolare, la corte con la chiesa di Santa Maria di Costantinopoli e, all’esterno, la chiesa di San Felice in Balsignano, pregevole esempio di chiesa ad aula unica con cupola centrale in asse di tradizione bizantina (X secolo).
Nell’ambito di un progetto di restauro del complesso campagne di scavo condotte all’inizio degli anni Novanta del secolo scorso hanno messo in luce nella stessa area della chiesa di San Felice un piccolo edificio di culto di età altomedievale a cui è connesso un sepolcreto, oltre a indagare le preesistenze archeologiche all’interno del recinto del casale e della chiesa di S. Maria di Costantinopoli.
Un'altra campagna di scavo nel sito è stata condotta nel 2011 in corrispondenza della cinta muraria esterna dell’insediamento, permettendo di mettere in luce le fondazioni di due torri del muro perimetrale di età basso medievale che completano il circuito con le cinque torri già visibili.

## Chiese di Santa Maria di Balsignano e di San Felice

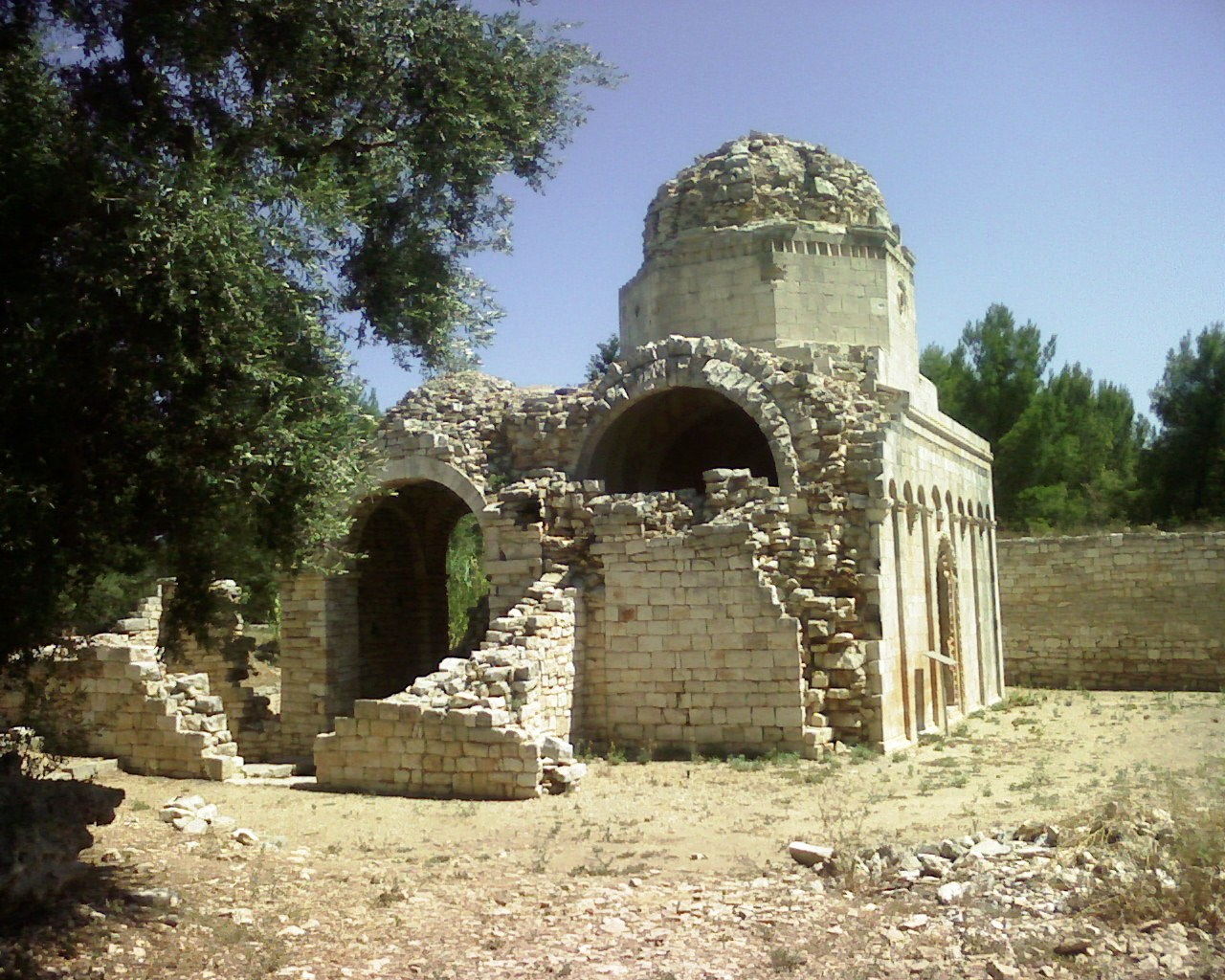
La chiesa di San Felice in Balsignano

La chiesa di Santa Maria di Balsignano risale al XIV secolo ed è formata da due costruzioni affiancate di base rettangolare, con volta a botte ogivale. Sono presenti degli affreschi di scuola senese molto deteriorati.
La chiesa di San Felice (erroneamente attribuita in passato a San Pietro) costituisce un meraviglioso esempio dell'arte romanico-pugliese dell'XI secolo. Fonde elementi architettonici d'oltralpe, bizantini ed arabi: ha pianta a croce e cupola a tamburo ottagonale.

## Insediamento neolitico
Ricerche archeologiche effettuate negli anni ottanta del XX secolo hanno portato alla luce un villaggio neolitico risalente al VI-V millennio a.C., collocato su un'altura che si affaccia su Lama Lamasinata, nelle vicinanze del casale di Balsignano, a sud-est nel territorio comunale, in direzione di Bitritto.
Il sito archeologico, che si estende per circa due ettari, è considerato il più antico della Bassa Murgia.
l'insediamento è databile dal VII al V millennio avanti Cristo, ed è caratterizzato da due grandi strutture abitative, distanti tra loro venti metri circa, insieme ad aree destinate ad attività funzionali con industrie tipiche delle comunità neolitiche dedite alla cerealicoltura. Una terza struttura, delimitata da un recinto in pietra, è ubicata più a monte e risale invece alla fine del V millennio avanti Cristo. Sono presenti, inoltre, tre sepolture a fossa, con resti umani ma prive di corredo funerario.
L'origine di questo insediamento abitativo neolitico nel territorio modugnese si inserisce nel contesto del territorio della Puglia centrale, caratterizzato da una linea di insediamenti neolitici nella fascia costiera a cui si contrappongono una serie di insediamenti nell'entroterra murgiano, portati alla luce da studi archeologici degli anni 2000 (Vignemontane, Primignano, Malnome, Specchione, Monteverde, Selva di città, Bellaveduta).
La penetrazione delle comunità neolitiche dalla costa verso l'entroterra è avvenuta seguendo le naturali vie di penetrazione rappresentate dalle lame. Il villaggio neolitico di Balsignano, collocato nei pressi di lama Lamasinata, è un esempio di questa scelta insediativa, condizionata da particolari condizioni, come la presenza di pianori costeggianti le fiancate delle lame, in modo da avere accesso ai corsi d'acqua torrentizi che consentivano l'approvvigionamento idrico in presenza di un buon sistema di drenaggio delle acque meteoriche nelle aree prescelte per l'insediamento.